# Radio Rebel (banda sonora)
Radio Rebel es la banda sonora de la Película Original de Disney Channel con el mismo nombre, y fue lanzada como descarga digital por Marvista Entertainment el 14 de febrero de 2012 en EE.UU..

## Lista de canciones
| Radio Rebel |                              |                                               |          |  |
| N.º         | Título                       | Intérprete                                    | Duración |  |
| 1.          | «We Got The Beat»            | Debby Ryan                                    | 2:22     |  |
| 2.          | «Can't Stop The Rock»        | The Barrymores                                | 2:34     |  |
| 3.          | «Afterthought»               | The Whereabouts                               | 2:50     |  |
| 4.          | «Turn It All Around»         | The Gggg's                                    | 2:46     |  |
| 5.          | «We So Fly»                  | The Gggg's                                    | 2:44     |  |
| 6.          | «Brand New Day»              | Kari Kimmel                                   | 2:37     |  |
| 7.          | «Backing Off»                | Champion                                      | 2:53     |  |
| 8.          | «We Ended Right»             | Debby Ryan (feat. Chase Ryan and Chad Hively) | 4:06     |  |
| 9.          | «No Advances»                | Two Hours Traffic                             | 3:18     |  |
| 10.         | «Like You Love Her»          | Fat Sue                                       | 3:48     |  |
| 11.         | «Now I Can Be The Real Me»   | The Gggg's                                    | 3:10     |  |
| 12.         | «Touch The Ground»           | Central Park (feat. Maylee Todd)              | 1:58     |  |
| 13.         | «My Revolution»              | Above Envy                                    | 2:37     |  |
| 14.         | «A Wish Comes True Everyday» | Debby Ryan                                    | 3:11     |  |
| 15.         | «What Can I Say?»            | Shealeigh                                     | 4:02     |  |
| 44:94       |                              |                                               |          |  |